# أقليات (لبنان)

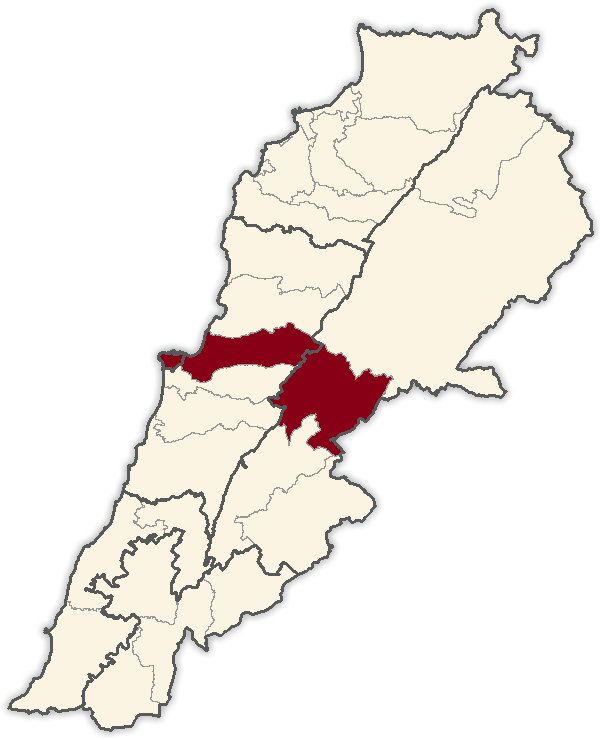
المناطق التي ينتمي فيها 4-5٪ من الناخبين المسجلين إلى الأقليات.

الأقليات السياسية يشمل مصطلح الأقليات في لبنان ست طوائف مسيحية مختلفة وهي السريانية الأرثوذكسية، والسريان الكاثوليك، وكنيسة الشرق الأشورية، والكاثوليك الكلدان، والكاثوليك اللاتين والأرثوذكس الأقباط. وقد خصص لهذه الأقليات مقعد في مجلس النواب من أصل 128 مقعدًا مخصصة للأقليات، حيث أن جميع المقاعد في البرلمان اللبناني مخصصة لمجموعات طائفية مختلفة،  ويتم انتخاب مقعد الأقليات في دائرة بيروت الثالثة الانتخابية، وهي دائرة انتخابية ذات أغلبية سنية كبيرة (65.25 ٪ من الناخبين المسجلين).
وفقًا لبيانات صادرة عن وزارة الداخلية والبلديات في عام 2011، فإن هناك 42,715 ناخبًا مسجلًا من الأقليات ما يساوي 1.28٪ من مجموع الناخبين المسجلين في البلاد، والدوائر الانتخابية التي تضم عددًا كبيرًا من الأقليات هي دائرة بيروت الأولى 10,063 ناخبًا (11.0٪ من الناخبين المسجلين في الدائرة الانتخابية، أغلبية ساحقة من الكاثوليك السريان )، ودائرة بيروت الثالثة 8,181 ناخب (3.18٪)، ودائرة المتن 7,802 ناخب (4.56٪)، ودائرة زحلة 7,225 الناخبون (4.51 ٪) ودائرة بيروت الثانية 3529 ناخبا (3.44 ٪).

## التاريخ

### الفترة الفرنسية
خصص مقعد للأقليات في السياسة اللبنانية منذ الانتخابات الأولى في عام 1922،  ومع مرور الوقت اختلفت الطوائف المدرجة في مفهوم الأقليات، فخلال الانتخابات الأولى لم تكن هناك مقاعد منفصلة للبروتستانت والأرمن، وقد ضموا إلى الأقليات، ولاحقاً خصص مقعد أرميني أرثوذكسي منفصل في عام 1934، وتم إنشاء مقاعد بروتستانتية وكاثوليكية منفصلة في عام 1951.
في عام 1925 انتخب ميشيل شيحا وهو مصرفي وصحافي كاثوليكي لاتيني لمقعد الأقليات في بيروت في مجلس تانوتل.
في عام 1929 تم انتخاب عبد الله إسحاق وهو كاثوليكي أرمني لمقعد الأقليات.
وفي انتخابات عام 1934 كانت المعركة على مقعد الأقليات في بيروت بين المرشح المؤيد للحكومة أيوب تابت وعبد الله إسحاق، المتنافسين على قائمة عبد الله اليافي،  في الجولة الأولى تفوق إسحاق على ثابت، لكنه خسر أمام تابت في الجولة الثانية.
في انتخابات عام 1937 فاز شفيق ناصيف بمقعد الأقليات في بيروت.